# Adolph von Richter
Adolph Sigfried von Richter, modernisiert auch Adolf von Richter, (* 10. März 1839 in Stralsund; † 16. März 1903 in Weißenfels) war ein deutscher Verwaltungsbeamter.

## Leben
Geboren als Sohn des Stralsunder Rechtsanwalts Hermann von Richter, studierte Adolph von Richter Rechtswissenschaften an der Ruprecht-Karls-Universität Heidelberg und der Friedrich-Wilhelms-Universität Berlin. 1859 wurde er Mitglied des Corps Vandalia Heidelberg. 1861 legte er in Marienwerder das Auskultatorexamen, 1863 in Naumburg (Saale) das Referendarexamen und 1867 in Berlin das Assessorexamen ab. Von 1868 bis zu seinem Tod 1903 war er Landrat des Landkreises Weißenfels.
Verheiratet war er mit Marie von Richter, geb. Pieschel, aus Naumburg (1840–1913). Ihr Gemeinschaftsgrab befindet sich auf dem Friedhof der Kirche Treben. 

## Auszeichnungen
- Ernennung zum Geheimen Regierungsrat, 1893